# Ratsjagebergte
Het Ratsjagebergte (Georgisch: რაჭის ქედი, Ratjsis kedi) is een circa 110 kilometer lang en maximaal 25 kilometer breed oost-west-georiënteerd gebergte van de Grote Kaukasus in het noorden van Georgië. De naam verwijst naar de streek Ratsja.

## Geografie
Het Ratsjagebergte ligt in het grensgebied van de regio's Sjida Kartli, Ratsja-Letsjchoemi en Kvemo Svaneti en Imereti en vormt de zuidgrens van Ratsja. Het is gesitueerd vanaf het Ertso-meer in Zuid-Ossetië, waar het middels de Ertsopas verbonden is met de hoofdkam van de Grote Kaukasus, en loopt in westelijke richting tot aan de Rioni-kloof ten noorden van de stad Koetaisi. De hoogste berg van het Ratsjagebergte is de Lebeoeri (2862 m). De belangrijkste passen zijn de Ertsopas (1785 m) en de Nakerala-pas (1217 m).
De Rioni vormt zowel de noordelijke als westelijke grens van het gebergte. De Dzjedzjora, een linkerzijrivier van de Rioni, vormt in het noordoostelijke deel van het gebergte de noordgrens. Het Ratsjagebergte is de waterscheiding tussen de Rioni- en Liachvi-rivieren.

## Geologie
Het oostelijk deel van het gebergte bestaat voornamelijk uit jura-leisteen en porfierreeksen terwijl de westelijke helft veel krijtkalksteen kent dat tot uiting komt in karstformaties. Aan de noordkant bevindt zich de Shaori-karstdepressie. Het gebergte is grotendeels bedekt met loof-, beuken- en hardhoutbossen. De hoogste delen hebben alpiene en subalpiene landschappen.

## Foto's

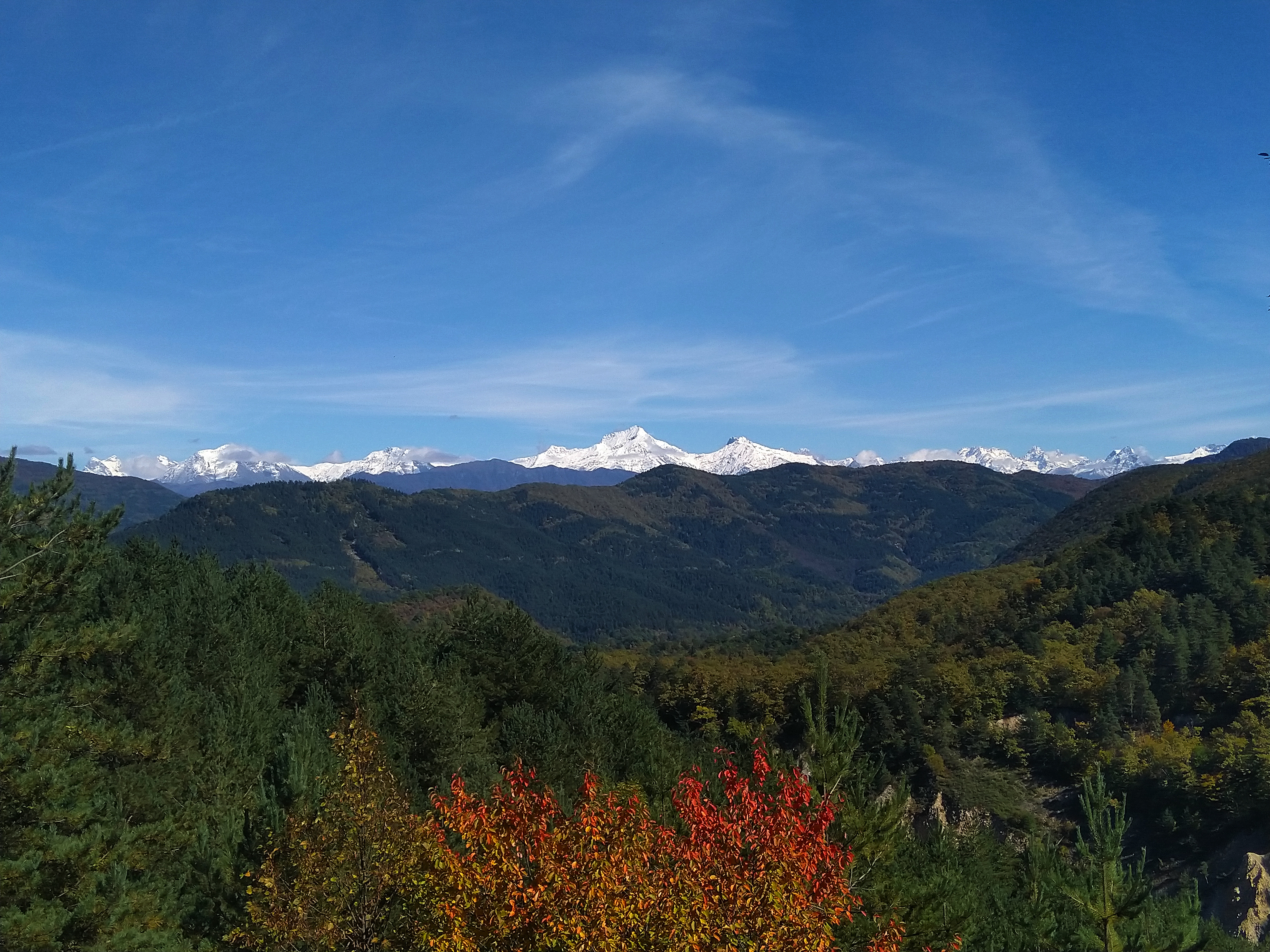
Uitzicht over Ratsja vanaf Nikortsminda.
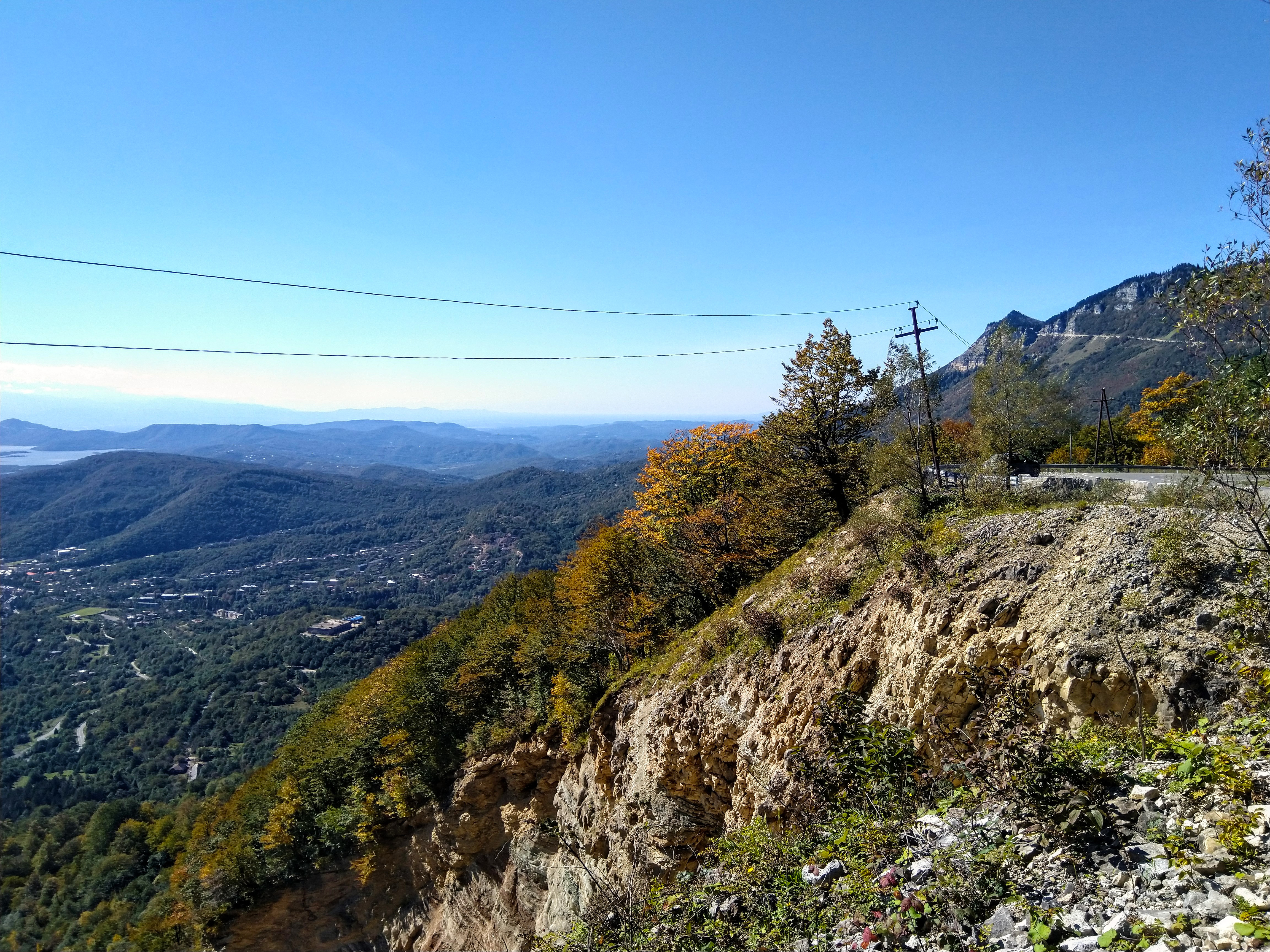
Karstformaties in de Nakerala-richel
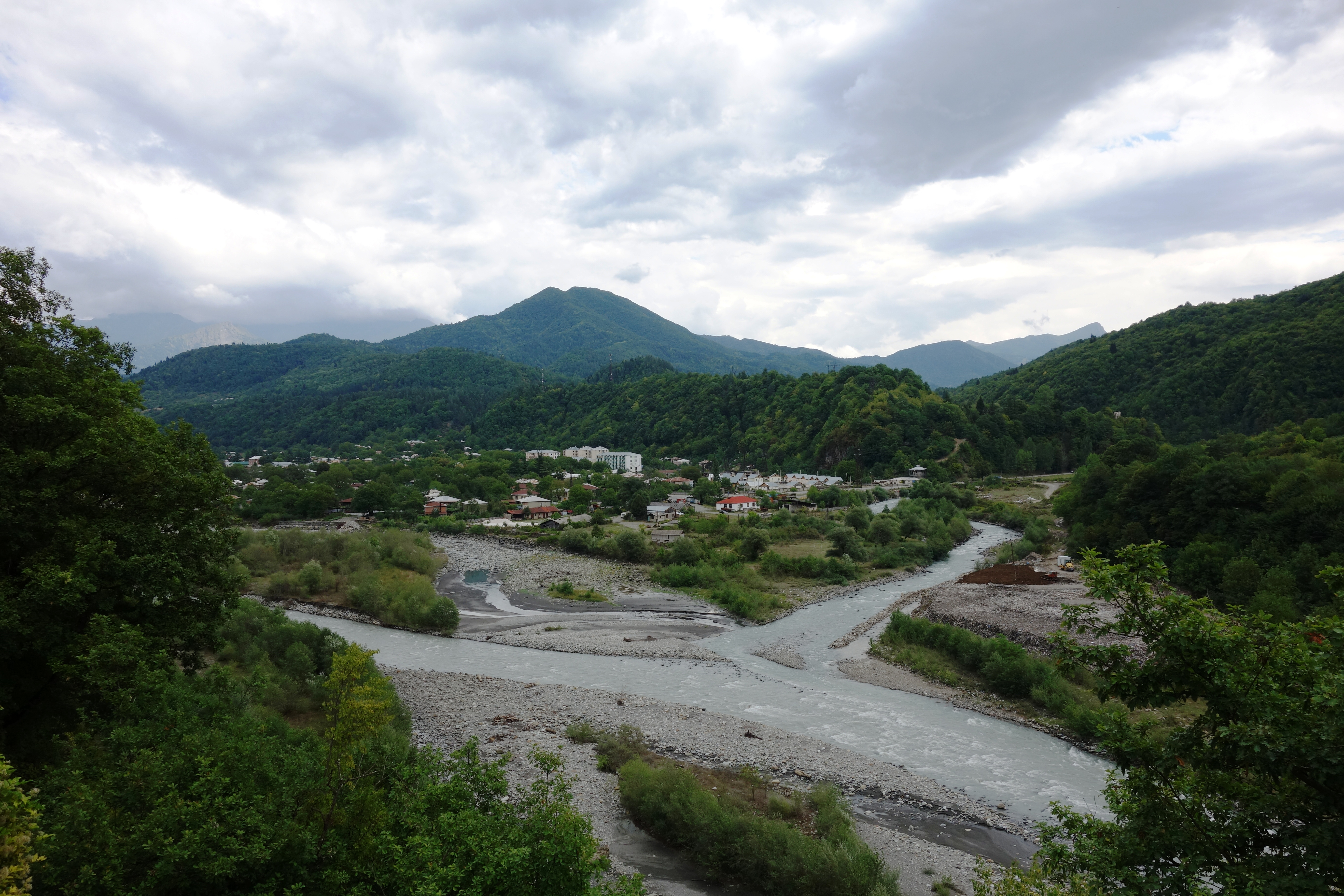
De rivieren Rioni en Dzjedzjora bij Oni
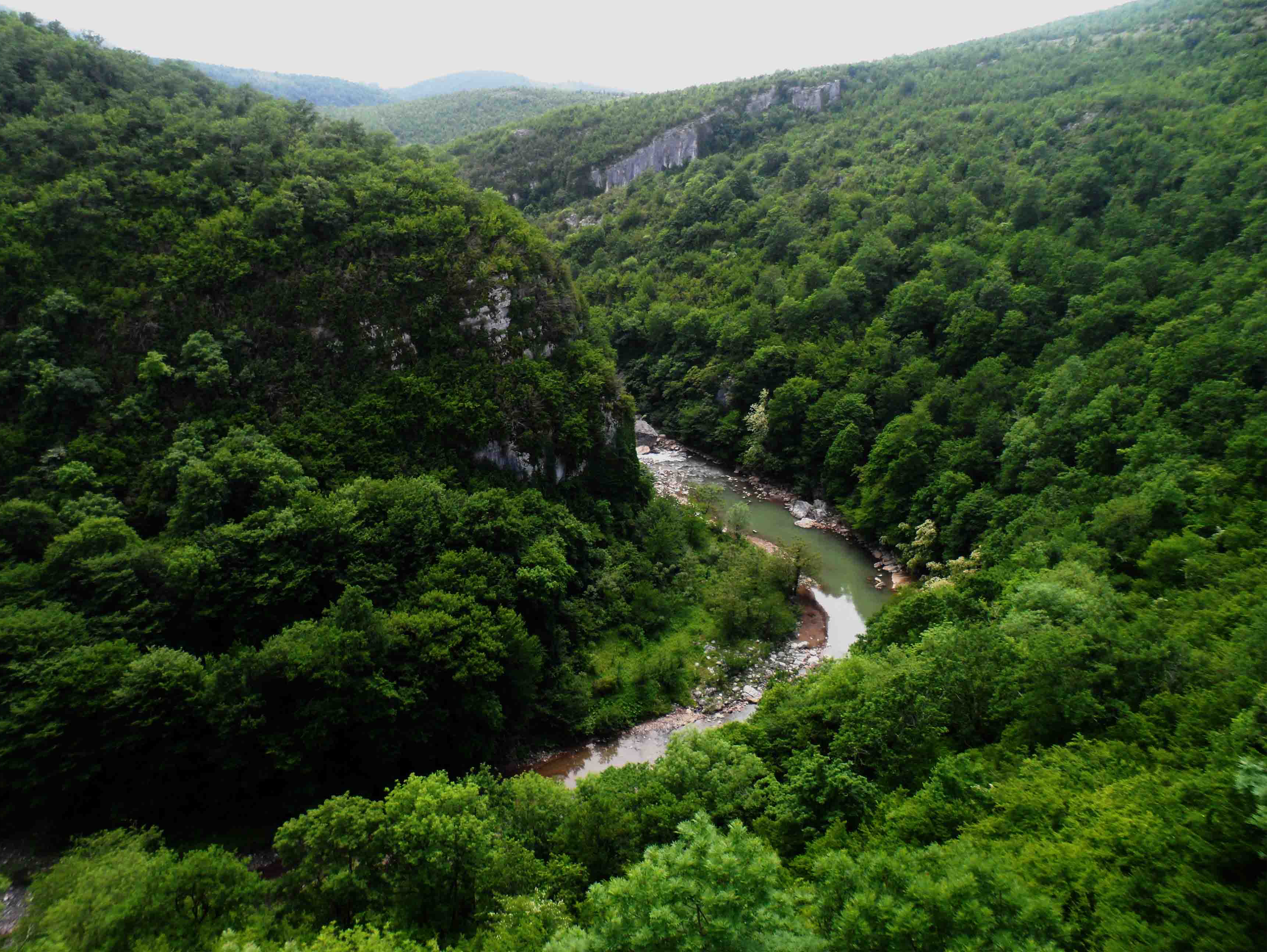
De kloof van de Tskaltsitela